# لووگنزپرت (لوئیزیانا)
لووگنزپرت (به انگلیسی: Logansport) شهری در ایالت لوئیزیانا کشور ایالات متحده آمریکا است که جمعیت آن در سرشماری سال ۲۰۱۰ میلادی، ۱٬۵۵۵ نفر بوده‌است.